# Le Droit du peuple illustré
Le Droit du peuple illustré est un hebdomadaire satirique illustré français, de tendance bonapartiste, publié entre le 9 novembre 1879 et le 16 janvier 1881.

## Histoire

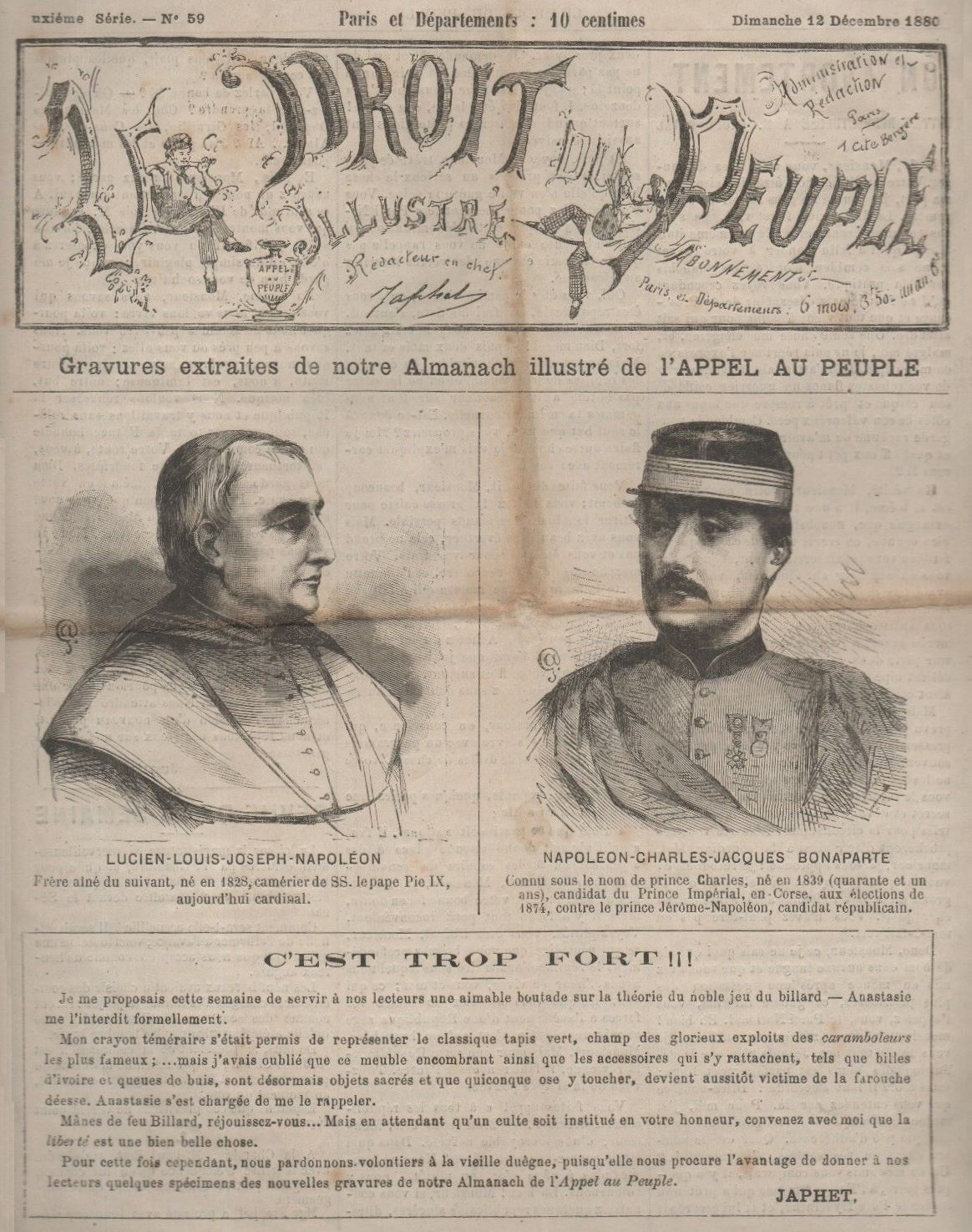
« Une » du 12 décembre 1880, avec des portraits de personnalités bonapartistes (le cardinal Bonaparte et son frère Napoléon-Charles) remplaçant une caricature de Japhet refusée par la censure.

Le Droit du peuple illustré fait suite au Droit du peuple, un hebdomadaire rédigé par Jules Amigues et prônant le « bonapartisme démocratique ». Cette première version, lancée le 29 octobre 1876 puis absorbée par Le Petit Caporal le 14 octobre 1877, ne contenait que quelques vignettes réalisées par le fils de Jules Amigues, Georges Amigues.
Publié à partir du 9 novembre 1879, Le Droit du peuple illustré est étroitement lié au Petit Caporal, dont il partage l'administration (située au no 1 de la cité Bergère). Son rédacteur en chef et dessinateur est Georges Amigues sous le pseudonyme de « Japhet ». Le père de ce dernier, Jules Amigues, rédige les éditoriaux, souvent intitulés « lettres au peuple ».
Les dessins du Droit du peuple illustré sont plusieurs fois refusés par la censure ou condamnés par les tribunaux. L'hebdomadaire cesse finalement sa publication après le 16 janvier 1881.